# Walter Dießl
Walter Dießl, född 14 april 1943, är en friidrottare från Österrike. Han deltog vid olympiska sommarspelen 1968.